# Gisela Mauermayer
Gisela Mauermayer (Múnich, Alemania, 24 de noviembre de 1913-ibídem, 9 de enero de 1955) fue una atleta alemana, especialista en la prueba de lanzamiento de disco en la que llegó a ser campeona olímpica en 1936.

## Carrera deportiva
En los JJ. OO. de Berlín 1936 ganó la medalla de oro en el lanzamiento de disco, llegando hasta los 47.63 metros, superando a la polaca Jadwiga Wajsówna y a su compatriota alemana Paula Mollenhauer (bronce con 39.80 m).
Dos años después, en el Campeonato Europeo de Atletismo de 1938 celebrado en París volvió a ganar el oro en la misma prueba, con un lanzamiento de 44.80 metros, por delante de sus compatriotas Hilde Sommer y Paula Mollenhauer.